# 멍산현

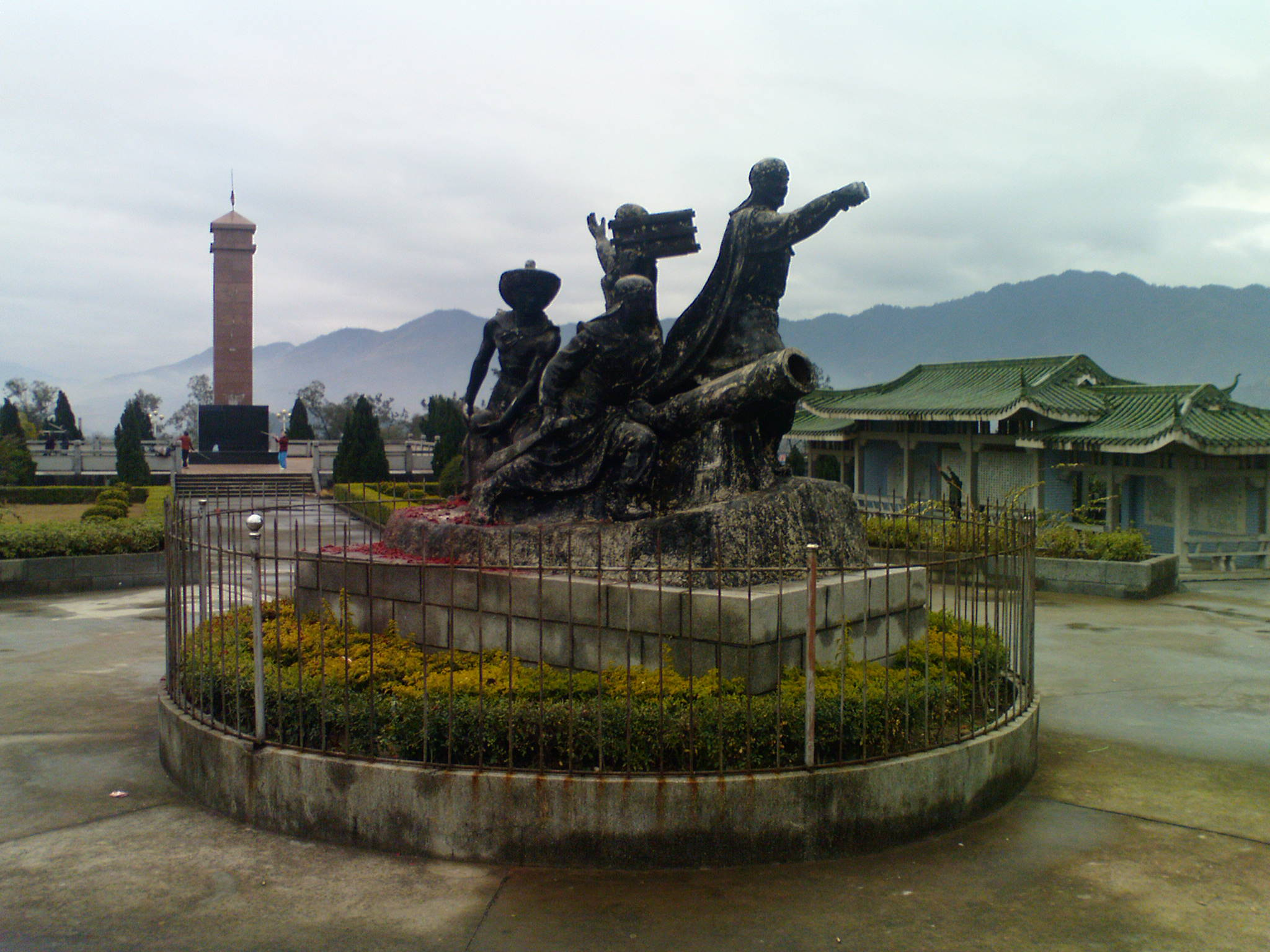

멍산현(한국어: 몽산현, 중국어: 蒙山县, 병음: Méngshān Xiàn)은 중국 광시 좡족 자치구 우저우 시의 현급 행정 구역이다. 넓이는 1,274km2이고, 인구는 2007년 기준으로 210,000명이다. 현청 소재지는 멍산 진(蒙山镇)이다.

## 지리
톈수 협곡(天书峡谷)이 멍산 진에서 동쪽으로 5km 떨어진 곳에 위치한다. 톈수 협곡에는 인상적인 암석층과 폭포가 있다. 연평균 기온은 19.7℃, 최고 평균 기온은 24.5℃이다. 연평균 강수량은 1738.7mm이고 연일조시간은 1581시간이다.
| Mengshan (1981−2010)의 기후                    | Mengshan (1981−2010)의 기후 | Mengshan (1981−2010)의 기후 | Mengshan (1981−2010)의 기후 | Mengshan (1981−2010)의 기후 | Mengshan (1981−2010)의 기후 | Mengshan (1981−2010)의 기후 | Mengshan (1981−2010)의 기후 | Mengshan (1981−2010)의 기후 | Mengshan (1981−2010)의 기후 | Mengshan (1981−2010)의 기후 | Mengshan (1981−2010)의 기후 | Mengshan (1981−2010)의 기후 | Mengshan (1981−2010)의 기후 |
| 월                                             | 1월                         | 2월                         | 3월                         | 4월                         | 5월                         | 6월                         | 7월                         | 8월                         | 9월                         | 10월                        | 11월                        | 12월                        | 연간                        |
| ---------------------------------------------- | --------------------------- | --------------------------- | --------------------------- | --------------------------- | --------------------------- | --------------------------- | --------------------------- | --------------------------- | --------------------------- | --------------------------- | --------------------------- | --------------------------- | --------------------------- |
| 역대 최고 기온 °C (°F)                         | 27.1 (80.8)                 | 31.1 (88.0)                 | 33.1 (91.6)                 | 33.7 (92.7)                 | 34.9 (94.8)                 | 36.7 (98.1)                 | 39.3 (102.7)                | 39.0 (102.2)                | 38.7 (101.7)                | 35.7 (96.3)                 | 32.8 (91.0)                 | 29.0 (84.2)                 | 39.3 (102.7)                |
| 일평균 최고 기온 °C (°F)                       | 14.3 (57.7)                 | 15.5 (59.9)                 | 18.7 (65.7)                 | 24.3 (75.7)                 | 28.6 (83.5)                 | 30.9 (87.6)                 | 32.6 (90.7)                 | 33.0 (91.4)                 | 31.1 (88.0)                 | 27.5 (81.5)                 | 22.5 (72.5)                 | 17.6 (63.7)                 | 24.7 (76.5)                 |
| 일일 평균 기온 °C (°F)                         | 10.0 (50.0)                 | 11.7 (53.1)                 | 14.9 (58.8)                 | 20.3 (68.5)                 | 24.1 (75.4)                 | 26.5 (79.7)                 | 27.7 (81.9)                 | 27.7 (81.9)                 | 25.7 (78.3)                 | 21.9 (71.4)                 | 16.8 (62.2)                 | 12.0 (53.6)                 | 19.9 (67.9)                 |
| 일평균 최저 기온 °C (°F)                       | 7.1 (44.8)                  | 9.2 (48.6)                  | 12.4 (54.3)                 | 17.5 (63.5)                 | 21.1 (70.0)                 | 23.6 (74.5)                 | 24.5 (76.1)                 | 24.4 (75.9)                 | 22.1 (71.8)                 | 18.0 (64.4)                 | 12.8 (55.0)                 | 8.2 (46.8)                  | 16.7 (62.1)                 |
| 역대 최저 기온 °C (°F)                         | −1.3 (29.7)                 | −0.2 (31.6)                 | 0.3 (32.5)                  | 6.9 (44.4)                  | 11.6 (52.9)                 | 15.2 (59.4)                 | 17.8 (64.0)                 | 19.4 (66.9)                 | 14.2 (57.6)                 | 7.0 (44.6)                  | 2.4 (36.3)                  | −2.9 (26.8)                 | −2.9 (26.8)                 |
| 평균 강수량 mm (인치)                          | 68.9 (2.71)                 | 79.5 (3.13)                 | 110.7 (4.36)                | 166.6 (6.56)                | 298.4 (11.75)               | 341.6 (13.45)               | 253.3 (9.97)                | 179.0 (7.05)                | 87.4 (3.44)                 | 63.3 (2.49)                 | 56.5 (2.22)                 | 36.3 (1.43)                 | 1,741.5 (68.56)             |
| 평균 상대 습도 (%)                             | 77                          | 80                          | 83                          | 83                          | 82                          | 84                          | 82                          | 80                          | 78                          | 74                          | 74                          | 72                          | 79                          |
| 출처: China Meteorological Data Service Center |                             |                             |                             |                             |                             |                             |                             |                             |                             |                             |                             |                             |                             |

## 역사
태평천국운동 기간인 1851년부터 1852년 사이에 멍산에서 전투가 벌어졌다. 태평천국군은 1851년 9월 25일에 융안(永安, 현재의 멍산 진)의 성벽으로 둘러싸인 도시에서 청군에게 사로잡혔다.
성벽의 일부와 복제 대포, 다른 유물들이 보존되어있어서 멍산 진의 북쪽 끝은 많은 관광객들을 모으고 있다. 멍산 진에서 동쪽으로 13km 떨어진 곳에는 싼충 옛 전장(三冲古战场)이 있다. 태평천국운동 기간인 1852년 4월 8일에 이곳에서 전투가 벌어졌다.

## 경제
구이린 및 양숴 현과 비슷한 카르스트 지형을 갖고 있지만 아직 관광 산업 및 설비가 갖추어지지 않았다.
농업과 임업은 멍산의 주요 산업이다. 쌀은 주로 자체 소비를 위해 재배된다. 차, 밀감, 사과, 밤, 배, 감, 아닌스, 사탕수수, 생강과 같은 작물과 과일이 자란다. 누에는 또한 많은 마을들의 중요한 수입의 원천이다. 바닐라는 창핑 야오족 향(长坪瑶族乡) 및 멍산의 다른 부분에서 자란다.
많은 마을들에서 자체 소비를 위해 차를 재배하고 팔기도 한다. 멍산의 기후는 차가 자라기에 이상적이다. 커피는 주로 아라비카종이 멍산의 서리가 내리지 않는 지역에서 잘 자라나 소규모로 재배된다. 멍산에서는 포도가 재배되며 현재 더욱 개발되고 있는 상태이다. 이주 노동자들의 송금이 지역 경제에 크게 기여한다.

## 교통
멍산에는 공항이나 철도가 없다. 멍산의 가장 가까운 공항은 구이린 량장 국제공항과 우저우 공항이다. 멍산을 남북으로 통과하는 주요 도로는 321번 국도이다. 멍산 진은 도로로 구이린에서 남쪽으로 145km, 양숴에서 남쪽으로 82km, 우저우에서 북쪽으로 187km 떨어져있다.
멍산 진에서 구이린, 우저우 및 광저우와 중산을 포함한 주강 삼각주의 많은 도시들로 가는 직통 버스 노선이 있다.

## 행정 구역
6개 진, 1개 향, 2개 민족향을 관할한다.
- 진: 蒙山镇, 西河镇, 新圩镇, 文圩镇, 黄村镇, 陈塘镇.
- 향: 汉豪乡.
- 민족향: 长坪瑶族乡, 夏宜瑶族乡.